# Planomicrobium chinense
Planomicrobium chinense ist eine Art von Bakterien. Die Art zählt zu den Firmicutes.

## Merkmale

### Erscheinungsbild
Die Die Kolonien von Planomicrobium chinense sind gelb-orange gefärbt. Die Zellen sind kokkoid oder es handelt sich um kurze Stäbchen. Sporen werden nicht gebildet. Die Größe liegt zwischen 0,8 und 1,0 μm. Die Art ist durch polare Flagellen beweglich. Die Gram-Färbung fällt positiv aus.

### Wachstum und Stoffwechsel
Planomicrobium chinense ist chemoorganotroph. Wachstum erscheint bei Temperaturen zwischen 12 und 43 °C und bei Natriumchlorid-Werten von 0 bis 10 %. Die optimalen Wachstumstemperaturen liegen bei 30–35 °C. Es hydrolysiert Gelatine, eine Äskulinspaltung und Hydrolyse von Casein, Stärke oder Polysorbat 80 (Tween 80) findet nicht statt.
Der Oxidase-Test fällt negativ aus, der Test auf Katalase positiv. Nitrat wird reduziert.

### Chemotaxonomische Merkmale
Die Gram-Färbung verläuft positiv.
Der GC-Gehalt in der DNA liegt bei 34,8 Mol-Prozent. Die überwiegende Menachinone sind MK-8 und MK-7.

## Systematik
Planomicrobium chinese zählt zu der Familie Planococcaceae. Sie wurde im Jahr 2005 erstmals beschrieben.

## Etymologie
Der Gattungsname setzt sich aus den griechischen Worten planos („Wanderer“) und micros („klein“) zusammen und bezieht sich auf die Größe (es handelt sich entweder um Kokken oder kurze Stäbchen) und Eigenschaft der Motilität dieser Bakterien. Der aus dem lateinischen entnommene Artname P. chinense deutet auf den Fundort, das Ostchinesische Meer, hin.
Der Artname stammt von dem lateinischen Adjektiv "chinense" (chinesisch) und verweist auf den Ort, wo die Art entdeckt und untersucht wurde: Das Bakterium wurde in Küstensedimenten des Ostchinesischen Meeres gefunden.